# Xã Sugar Creek, Quận Greene, Arkansas
Xã Sugar Creek (tiếng Anh: Sugar Creek Township) là một xã thuộc quận Greene, tiểu bang Arkansas, Hoa Kỳ. Năm 2010, dân số của xã này là 729 người.